# Холодный фронт (фильм)
«Холодный фронт» — триллер режиссёра Романа Волобуева. В главных ролях — Светлана Устинова, Дарья Чаруша и Александр Молочников. В России в прокат фильм вышел 14 января 2016.
Фильм был продемонстрирован на кинофестивалях в Румынии и Сербии, а также показан по телевидению в Болгарии.

## Сюжет
Артхаусный фильм о любовном треугольнике (один парень и две девушки) трёх русских в маленькой деревне на севере Франции.

## В ролях
| Актёр                | Роль           |
| -------------------- | -------------- |
| Светлана Устинова    | Маша Лозинская |
| Дарья Чаруша         | Саша           |
| Александр Молочников | Илья           |

## Создание
Для Романа Волобуева это первый фильм, в котором он выступает в качестве режиссёра полнометражной ленты. Роман Волобуев о фильме: «Холодный фронт» — это маленький триллер для трёх персонажей. Нам хотелось, чтобы история была страшная, интересная, но разговорная. С минимальными затратами, потому что мы не можем пока сделать большой фильм с вертолетами, стрельбой и всем, что нам хочется. Съёмки фильма происходили во Франции.
Продюсер Илья Стюарт рассказывает о съёмках в интервью Афиши: «Мы с группой провели месяц в глухой деревне на севере Франции — местами это было похоже на реалити-шоу. Из Москвы, кроме режиссёра, привезли художника-постановщика, художника по костюмам, художника по гриму, второго режиссёра, звукорежиссёра и мобильную группу осветителей. Снимать во Франции было исключительно творческим решением: локация создает нужную атмосферу в нашей картине, и не хотелось идти на компромиссы в этом плане». Главные героини Дарья Чаруша и Светлана Устинова стали сопродюсерами.
Первый тизер картины содержал кавер-версию песни Nirvana в исполнении Анны Чиповской. По словам Романа Волобуева, этот промоклип вызвал восторг со стороны зрителей, в отличие от версии трейлера.